# Eisenbahnen des Bundes
Eisenbahnen des Bundes (EdB) sind die Eisenbahnen im mehrheitlichen Eigentum der Bundesrepublik Deutschland. 
Ihr Status ist im Artikel Art. 87e des Grundgesetzes geregelt.
Diese Eisenbahnen sind demnach seit der Bahnreform 1994 als privatrechtliche Wirtschaftsunternehmen zu führen und unterliegen bundeseigener Verwaltung. 
Sie müssen, soweit ihre Aufgabe den Bau, die Unterhaltung und den Betrieb von Schienenwegen umfasst, mehrheitlich im Eigentum des Bundes verbleiben. 
Dem Bund obliegt es zu gewährleisten, dass hierbei und auch durch die angebotenen Verkehre dem Wohl der Allgemeinheit Rechnung getragen wird. 
Ausdrücklich hiervon ausgenommen sind die Verkehre im Schienenpersonennahverkehr (SPNV), der in der Verantwortung der Länder liegt.
Sie werden von allen anderen Eisenbahnen abgegrenzt, den Nichtbundeseigenen Eisenbahnen (NE).
Alle Eisenbahnen des Bundes mit Ausnahme des  Bundeseisenbahnvermögens und des Entsorgungswerks für Nuklearanlagen gehören gegenwärtig zum Konzern Deutsche Bahn (DBAG). Die geforderte bundeseigene Verwaltung wird durch das Eisenbahn-Bundesamt (EBA) wahrgenommen. Die Schienenwege der Eisenbahnen des Bundes werden im Bundesschienenwegeausbaugesetz als Bundesschienenwege bezeichnet.